# 1640-ih
2. tisućljeće
◄ | 16. stoljeće | 17. stoljeće | 18. stoljeće | ►
◄ | 1610-ih | 1620-ih | 1630-ih | 1640-ih | 1650-ih | 1660-ih | 1670-ih | ►
1640. | 1641. | 1642. | 1643. | 1644. | 1645. | 1646. | 1647. | 1648. | 1649.

## Svjetska politika
- 1648. – završio Tridesetogodišnji rat

## Vanjske poveznice
|  | Zajednički poslužitelj ima još gradiva o temi 1640-ih |